# Čchen Jung-kuej
Čchen Jung-kuej (čínsky pchin-jinem Chén Yǒngguì, znaky zjednodušené 陈永贵, tradiční 陳永貴; 14. února 1915 — 26. března 1986) byl čínský rolník a komunistický politik. Zprvu lokální zlepšovatel zemědělství v Šan-si byl koncem 60. let Mao Ce-tungem vyzdvižen do vysokých funkcí, místopředsedy šansijského revolučního výboru (1967–1979), člena ústředního výboru (1969–1982) a politbyra (1973–1980) Komunistické strany Číny, místopředsedy vlády (1975–1980). Koncem 70. let se neshodl s Teng Siao-pchingovým reformním vedením strany a státu a byl odsunut z politiky.

## Život
Čchen Jung-kuej se narodil 14. února 1915 v okrese Si-jang na východě provincie Šan-si jako syn chudého rolníka. Když bylo Čchen Jung-kuejovi šest let, rodina se přestěhovala do Ta-čaje. Otec se později oběsil. Tato situace donutila Čchen Jung-kuej začít pracovat v raném mládí, aby se uživil, takže nikdy nezískal formální vzdělání.
V roce 1942, kdy v provincii Šan-si, kde se nachází okres Si-jang zahrnující Ta-čaj, zesílily boje proti komunistickým partyzánům, Japonci zpřísnili kontrolu nad místními vesnicemi. Čchen Jung-kuej byl zvolen zástupcem Ta-čaje v loutkové Společnosti pro omlazení Asie, ale rezignoval a opustil vesnici poté, co v letech 1943–1944 sotva přežil roční věznění v koncentračním táboře. Kvůli tomu byl po porážce Japonska krátce zadržen jako podezřelý kolaborant, ale brzy propuštěn.
Horlivě se účastnil hnutí za pozemkovou reformu iniciované Komunistickou stranou Číny a v roce 1948 vstoupil do KS Číny. V roce 1952 byl zvolen tajemníkem výboru místní organizace KS Číny v Ta-čaji. Vedl rolnické hnutí, jehož cílem bylo změnit drsné horské prostředí v okolí Ta-čaje v prostředí příznivé pro zemědělství, pomocí budování teras na svazích hor. Plán byl úspěšný a produkce obilí se postupně zvyšovala, z 237 kg na mu v roce 1952 na 774 kg na mu v roce 1962. Tento pokrok načas zastavila série přírodních katastrof v roce 1963, která zničila 180 hektarů orné půdy a některé budovy tačajské výrobní brigády. I přes tento neúspěch brigáda odmítla jakoukoli pomoc od státu a během jednoho roku dokončila obnovu. To vše se dostalo do povědomí Mao Ce-tunga, který prohlásil, že Ta-čaj je příkladem k následování, a vydal směrnici: „učte se od Ta-čaje v zemědělství“. V prosinci 1964, když se Čchen Jung-kuej účastnil zasedání Všečínské shromáždění lidových zástupců, povečeřel s Mao Ce-tungem.
Když začala kulturní revoluce, byl model Ta-čaj ještě více popularizován. Během setkání s Čou En-lajem byl Čchen Jung-kuej povzbuzen k vytvoření vlastních Rudých gard. V roce 1967 byl jmenován místopředsedou revolučního výboru v Šan-si; v témže roce ústřední skupina pro kulturní revoluci schválila jeho „pět doporučení“ pro vedení kulturní revoluce na venkově. V roce 1969 byl na IX. sjezdu KS Číny zvolen členem ústředního výboru a roku 1971 i tajemníkem šansijského provinčního výboru KS Číny.
V roce 1973 ho Mao vyzdvihl do celostátní politiky, když mu zorganizoval vzdělávání v marxismu a aktuálních politických problémech a na X. sjezdu KS Číny prosadil jeho zvolení členem politbyra. Současně Čchen Jung-kuej byl tajemníkem okresního výboru KS Číny v Si-jangu a prefekturního výboru KS Číny v nadřízené prefektuře Ťin-čung. Přitom opustil  místo tajemníka stranické pobočky v Ta-čaji.
V lednu 1975 byl při sestavování nové vlády jmenován jejím místopředsedou, ve vládě odpovídal za zemědělství. Třetinu svého času věnoval inspekčním cestám, třetinu práci na farmě v Ta-čaji a třetinu práci v Pekingu; Mao Ce-tung tento program schválil. Navrhl, aby provincie Kan-su přijala stejnou metodu, jakou používala Ta-čaj, ale nepřineslo to očekávané výsledky. Ve vládě zatím fakticky otázky zemědělství řešil další místopředseda Chua Kuo-feng a po jeho jmenování předsedou vlády a strany převzal zemědělství místopředseda vlády Ťi Teng-kchuej. S oběma měl Čchen Jung-kuej dobré pracovní vztahy.
Na XI. sjezdu KS Číny roku 1977 byl Čchen Jung-kuej potvrzen v politbyru a následujícího roku byl opět jmenován místopředsedou vlády. Nepatřil k radikálním stoupencům kulturní revoluce, nicméně i tak se jeho názory se stále více rozcházely s politikou Teng Siao-pchinga; zatímco Teng usiloval o upevnění své pozice a protržní reformy v zemědělství, Čchen Jung-kuej navrhoval zrušení soukromých pozemků, které označoval za pozůstatky kapitalismu. Jeho odmítnutí schválit soukromé pozemky a podílet se na kampani „hledání pravdy z faktů“ (zaměřené na odmítnutí kulturní revoluce) v Ta-čaji ho v roce 1979 stálo posty ve vedení strany v Ťin-čungu a Si-jangu; v září 1980 byl odvolán z vlády a v září 1982 na XII. sjezdu KS Číny nebyl znovuzvolen členem politbyra ani ústředního výboru.
Po roce 1982 žil na východním předměstí Pekingu jako poradce tamního zemědělského podniku. Zemřel v Pekingu 26. března 1986. V rodném kraji je jeho přínos vysoce ceněn, v Ta-čaji bylo na jeho počest vybudováno muzeum a vztyčena socha.